# 泰國郵報
泰國郵報（泰文：ไทย โพสต์，拉丁字母：Thai Post）是泰國的5份主要報紙之一，主要在曼谷發行。

## 相關連結
- 泰國郵報網站